# Acontia neocula
Acontia neocula là một loài bướm đêm trong họ Noctuidae.